# 4 Little Girls
4 Little Girls è un documentario del 1997, diretto da Spike Lee, candidato all'Oscar quale miglior documentario ispirato alla Strage di Birmingham del 1963.

## Trama
Il 15 settembre 1963, in una chiesa battista di Birmingham (nell'Alabama) l'esplosione di una bomba durante la funzione domenicale uccise quattro bambine afroamericane: Denise McNair, Cynthia Wesley, Addie Mae Collins e Carole Robertson.
La strage rimase senza colpevole sino al 1977, quando un membro del Ku Klux Klan (associazione di stampo razzista nei confronti di afroamericani e neri) venne riconosciuto responsabile e condannato all'ergastolo. Nel documentario, Lee intervista i parenti e i conoscenti delle quattro vittime oltre a Bill Cosby e Jesse Jackson.

## Produzione
Spike Lee voleva realizzare un documentario sulla strage di Birmingham sin dai tempi della New York University. A quei tempi scrisse una lettera al padre di Denise McNair, chiedendogli l'autorizzazione per girare un documentario su sua figlia, ma non ricevette mai risposta.
Lee non abbandonò mai il progetto, e nel 1997 si presentò l'occasione giusta. «Ho una figlia piccola, e mi auguro di non dover provare mai ciò che devono aver provato quelle famiglie. Volevo andare sul posto e parlare con i testimoni, parenti, amici che avevano conosciuto quelle bambine, per raccogliere le loro testimonianze ed esaminare più nel profondo il clima di quel periodo», asserì il regista.
Nel 1997, così Lee incontrò i genitori di Denise, che approvarono il progetto. Successivamente, il regista presentò il progetto alla HBO, che finanziò il documentario.
Quando nel 1995 Spike Lee aveva girato Clockers, contrasse un debito con il montatore Sam Pollard, che accettò di montare quel film solo a patto che Lee gli avesse fatto produrre un suo film. Nei titoli di testa del documentario, quindi, Pollard appare anche in veste di produttore.

## Accoglienza
La HBO decise in seguito di far uscire il documentario in un cinema di New York il 13 luglio 1997, e nei mesi successivi fu distribuito in tutte le sale degli Stati Uniti, incassando complessivamente 130146 $.

### Critica
Le recensioni dei critici cinematografici furono unanimi nel considerare 4 Little Girls un ottimo documentario.

## Riconoscimenti
- 1998: Broadcast Film Critics Association Awards (miglior documentario)
- 1998: Online Film Critics Society Awards (miglior documentario)
- 1998: Satellite Awards
- 1999: Image Awards
- 1999: National Educational Media Network
- 2017: il film è stato selezionato per la conservazione nel National Film Registry della Biblioteca del Congresso degli Stati Uniti per essere "culturalmente, storicamente ed esteticamente significativo".